# L'Horizon (film, 2021)
Pour les articles homonymes, voir Horizon.
Pour plus de détails, voir Fiche technique et Distribution.
L'Horizon est un film français réalisé par Émilie Carpentier, sorti en 2021.

## Synopsis
Adja, 18 ans, vit en banlieue et essaie de trouver sa place alors que son frère est devenu professionnel du football et sa meilleure amie, influenceuse sur les réseaux sociaux.

## Fiche technique
- Titre : L'Horizon
- Réalisation : Émilie Carpentier
- Scénario : Émilie Carpentier avec la collaboration d'Assmar Abdillah, Dany Bomou et Cécile Vargaftig
- Photographie : Elin Kirschfink
- Décors : Jonathan Israël
- Montage : Laurence Manheimer
- Production : Marie Masmonteil
- Société de production : Elzévir Films et Canal+
- Société de distribution : Les Films du Losange (France)
- Pays :  France
- Genre : Drame
- Durée : 85 minutes
- Dates de sortie : 
  - France : 26 août 2021 (Festival du film francophone d'Angoulême),
  - France : 9 février 2022 (sortie nationale)

## Distribution
- Tracy Gotoas : Adja Cissokho
- Sylvain Le Gall : Arthur Salvio
- Clémence Boisnard : Océane
- Rachid Yous : Julien
- Jules Pelissier : Antonio
- Dembélé : Tawfik Cissokho
- Xavier Mathieu : Guillaume Salvio
- Elisa Thuan : Mme. Reculet
- Slimane Dazi : Le commissaire
- Maïmouna Gueye : Mariama
- Karen Fichelson : La prof
- Christophe Moyer : Ludo
- Inas Chanti : Anissa
- Alexis Baginama : Kevin
- Assmar Abdillah : Nandy
- Tania Dessources : Cora, la mère d'Arthur
- Marie Gili-Pierre : La juge
- Dany Bomou : La tante
- Mahamadou Sangaré : Alassane
- Adda Senani : Nadir

## Accueil
Véronique Cauhapé pour Le Monde évoque un film « emprunt de grâce et de gaieté ». Samuel Douhaire pour Télérama estime que la réalisatrice « dresse un portrait admiratif, empathique et, parfois, un peu naïf, d'une génération climat idéaliste, solidaire et moins pessimiste qu'il n'y paraît ».